# Падилья, Кайли
Кайли Николь Сикангко Падилья (таг. Kylie Nicole Sicangco Padilla; род. 25 января 1993, Филиппины) — филиппинская актриса, певица и модель. Она дочь актёров Робина Падильи и Лизл Сикангко. В настоящее время она является эксклюзивным артистом сети GMA.

## Детство
Кайли Николь Сикангко Падилья родилась в Анхелесе, в провинции Пампанга, в семье филиппинских актёров Робина Падильи и Лизл Сикангко. Она училась в начальной школе в австралийском Квинсленде. Она занималась тайским боксом. Хотя она и воспитывалась в вере Свидетелей Иеговы, в апреля 1998 года она приняла ислам, почти за десять лет до прихода в шоу-бизнес, несмотря на то, что она не является этнической мусульманкой.

## Карьера
Падилья — звезда контракта с GMA Network. Она снималась в таких телесериалах, как: «Хоакин Бордадо», «Хорошая дочь» и «Адарна». В 2008 году на 22-й церемонии вручения наград PMPC Star Awards for Television она была награждена как «Лучшая новая женская личность» (вместе с Патрисией Гайод) за её роль в телесериале «Хоакин Бордадо».
Её карьера стала более известной благодаря роли в сериале «Энкантадия», где она сыграла одноименную, противоречивую роль — Санггре Амихан.

## Личная жизнь
В конце января 2017 года Падилья обручилась с актёром Алжуром Абреницей, от которого 4 августа 2017 года у нее родился сын. Они начали встречаться в 2011 году, пока не расстались в 2014 году. Они снова встречались в сентябре 2016 года. Они поженились 11 декабря 2018 года.
В декабре 2019 года Падилья родила второго ребёнка. Однако, в апреле 2021 года пара рассталась. Позже Падилью связывали с другим актёром Х. М. де Гусманом, хотя она отрицала обвинения в романтических отношениях между ними. Она также отрицала причастность де Гусмана к её разводу с Абреницей.